# Pierre-Alexis Pessonneaux
Pierre-Alexis Pessonneaux (ur. 25 listopada 1987 w Belley) – francuski lekkoatleta specjalizujący się w biegach sprinterskich, mistrz Europy z Barcelony (2010) w sztafecie 4 × 100 metrów.

## Sukcesy sportowe
- 2009 – Kowno, młodzieżowe mistrzostwa Europy – srebrny medal w sztafecie 4 × 100 m
- 2009 – Pescara, igrzyska śródziemnomorskie – srebrny medal w sztafecie 4 × 100 m
- 2010 – Barcelona, mistrzostwa Europy – złoty medal w sztafecie 4 × 100 m
- 2012 – Helsinki, mistrzostwa Europy – brązowy medal w sztafecie 4 × 100 m
- medalista mistrzostw Francji w kategoriach juniorów, młodzieżowców oraz seniorów

## Rekordy życiowe
- bieg na 200 metrów – 20,61 (2015)